# Amphisbaena xera
Amphisbaena xera este o specie de reptile din genul Amphisbaena, familia Amphisbaenidae, ordinul Squamata, descrisă de Thomas 1966. Conform Catalogue of Life specia Amphisbaena xera nu are subspecii cunoscute.